# リアルな現実 本気の現実
「リアルな現実 本気の現実」（リアルなげんじつ ほんきのげんじつ）は、佐野元春の19作目のシングル。1985年6月21日にEPIC・ソニー（現：エピックレコードジャパン）から発売。

## 概要
「リアルな現実 本気の現実」は、同年の5月15日に小学館から発売したカセットブックの『ELECTRIC GARDEN』に収録されている「リアルな現実 本気の現実 Part 1 & Part 2」を3分弱に編集してシングルカットされた楽曲。当シングル・バージョンは、1990年に発売されたベスト・アルバム『Moto Singles 1980-1989』に収録されている。
「リアルな現実 本気の現実 Part 1 & Part 2」は、2007年に発売された『BEATITUDE Collected Poems and Vision1985-2003』に収録されている。

## 収録曲
- 全作詞・作曲・編曲：佐野元春

1. リアルな現実 本気の現実 (Short Edited Version)
2. DOVANNA